# Robert Erdelja
Robert Erdelja (Zagreb, 8. rujna 1973. – Ivanovac, blizu Okučana, 1. svibnja 1995.), pripadnik specijalne jedinice PU zagrebačke "Alfe", antiterorističke jedinice Lučko i dragovoljac Domovinskog rata.
Erdelja je rođen 8. rujna 1973. u Zagrebu. 1992. godine završava Policijsku akademiju u Zagrebu, te se odmah potom dobrovoljno prijavljuje u specijalnu jedinicu "Alfe". Erdelja je trenirao borilačke sportove poput boksa, džiju-džicu i tajlandskog boksa. Odlično je govorio njemački jezik. Završio je obuku za padobranca. 1. siječnja 1994. prelazi u Antiterorističku jedinicu Lučko s kojom se tokom Domovinskog rata borio po terenima Velebita i Dubrovnika. 1995., za vrijeme operacije Bljesak, Erdelja je sa svojom jedinicom trebao izvršiti zadatak osvojanja Ivanovca blizu Okučana, uporišta srpske jurišne brigade, a koju su hrvatske snage cijelu prethodnu godinu izviđale. Erdelja je poginuo 1. svibnja 1995. prilikom žestokog minobacačkog napada srpskih snaga. Višestruko je odlikovan. Robert Erdelja je sahranjen na braniteljskom dijelu zagrebačkog groblja Mirogoj.